# Oceanapia bacillifera
Oceanapia bacillifera är en svampdjursart som beskrevs av Wilson 1904. Oceanapia bacillifera ingår i släktet Oceanapia och familjen Phloeodictyidae.
Artens utbredningsområde är Galápagosöarna. Inga underarter finns listade i Catalogue of Life.